# Aristolochia versicolor
Aristolochia versicolor là một loài thực vật có hoa trong họ Aristolochiaceae. Loài này được S.M.Hwang mô tả khoa học đầu tiên năm 1981.